# Stentjärnen (Hotagens socken, Jämtland, 711434-142288)
Stentjärnen är en sjö i Krokoms kommun i Jämtland och ingår i Indalsälvens huvudavrinningsområde. Sjön har en area på 0,0584 kvadratkilometer och ligger 586 meter över havet.

## Delavrinningsområde
Stentjärnen ingår i det delavrinningsområde (711405-142387) som SMHI kallar för Utloppet av Björtjärnen. Medelhöjden är 646 meter över havet och ytan är 13,43 kvadratkilometer. Räknas de 5 avrinningsområdena uppströms in blir den ackumulerade arean 21,8 kvadratkilometer. Hasslingsån (Fjällån) som avvattnar avrinningsområdet har biflödesordning 3, vilket innebär att vattnet flödar genom totalt 3 vattendrag innan det når havet efter 313 kilometer. Avrinningsområdet består mestadels av skog (54 procent) och sankmarker (42 procent). Avrinningsområdet har 0,13 kvadratkilometer vattenytor vilket ger det en sjöprocent på 0,9 procent.